# Horbuny (rejon szarkowszczyński)
Horbuny – dawna kolonia. Tereny, na których leżała, znajdują się obecnie na Białorusi, w obwodzie witebskim, w rejonie szarkowszczyńskim, w sielsowiecie Stanisławowo.

## Historia
W czasach zaborów w powiecie dzisieńskim, w guberni wileńskiej Imperium Rosyjskiego. Pod koniec XIX wieku należała do dóbr Łońsk.
W latach 1921–1945 wieś a następnie kolonia leżała w Polsce, w województwie wileńskim, w powiecie dziśnieńskim, w gminie Szarkowszczyzna.
Według Powszechnego Spisu Ludności z 1921 roku zamieszkiwały tu 124 osoby, 17 było wyznania rzymskokatolickiego, 102 prawosławnego a 5 mojżeszowego. Jednocześnie 11 mieszkańców zadeklarowało polską, 108 białoruską a 5 żydowską przynależność narodową. Były tu 24 budynki mieszkalne. W 1931 w 30 domach zamieszkiwały 144 osoby.
Wierni należeli do parafii rzymskokatolickiej i prawosławnej w Szarkowszczyźnie. Miejscowość podlegała pod Sąd Grodzki w Głębokiem i Okręgowy w Wilnie; właściwy urząd pocztowy mieścił się w Szarkowszczyźnie.